# Musée des beaux arts de Winnipeg
Le Musée des beaux-arts de Winnipeg (en anglais : Winnipeg Art Gallery, WAG) est une galerie d'art publique fondée en 1912 située au cœur de la ville de Winnipeg au Canada.
C'est le plus ancien musée municipal du Canada et le sixième plus important du pays.

## Histoire
L'institution actuelle a été officiellement constituée en 1963, bien qu'elle remonte à l'origine au Musée des beaux-arts de Winnipeg, un musée d'art ouvert au public en 1912 par le Winnipeg Development and Industrial Bureau. Le bureau a ouvert la Winnipeg School of Arts l'année suivante et a exploité le musée d'art et l'école d'art jusqu'en 1923, lorsque les deux entités ont été constituées en Winnipeg Galleryand School of Arts. En 1926, la Winnipeg Art Gallery Association a été créée pour aider l'institution à gérer son volet muséal. La Winnipeg Gallery and School of Art a été dissoute en 1950, mais sa collection a été prêtée indéfiniment à la Winnipeg Art Gallery Association, qui a continué de l'exposer. 
En 1963, la Winnipeg Art Gallery Association a été officiellement constituée en tant que Winnipeg Art Gallery par l'Assemblée législative du Manitoba. Le musée a déménagé à son emplacement actuel en septembre 1971, avec l'ouverture d'un bâtiment spécialement conçu par Gustavo da Roza. En 2018, le musée a commencé la construction du centre d'art inuit Qaumajuq conçu par Michael Maltzan, afin d'abriter la collection d'art inuit du musée, organisée par quatre conservatrices inuites : Jade Nasogaluak Carpenter, Krista Ulujuk Zawadski, Asinnajaq et Heather Igloliorte. 

## Situation
Les bâtiments du musée s'élèvent à seulement deux pâtés de maisons du palais législatif du Manitoba et à peu près à la même distance de l'Université de Winnipeg.

## Quelques œuvres

Musée des beaux arts de Winnipeg
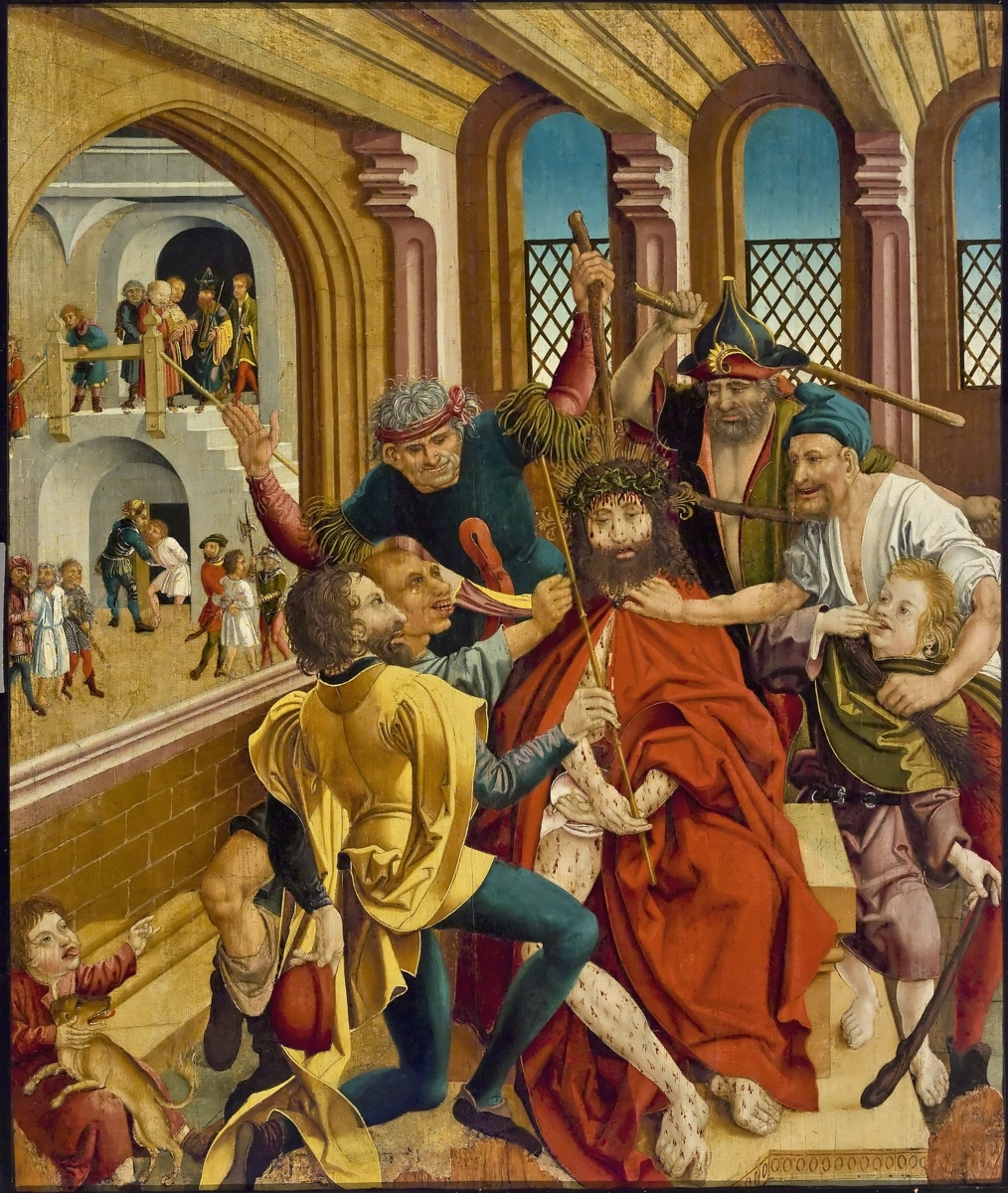
Wolfgang Katzheimer (de), La moquerie du Christ, v. 1500.
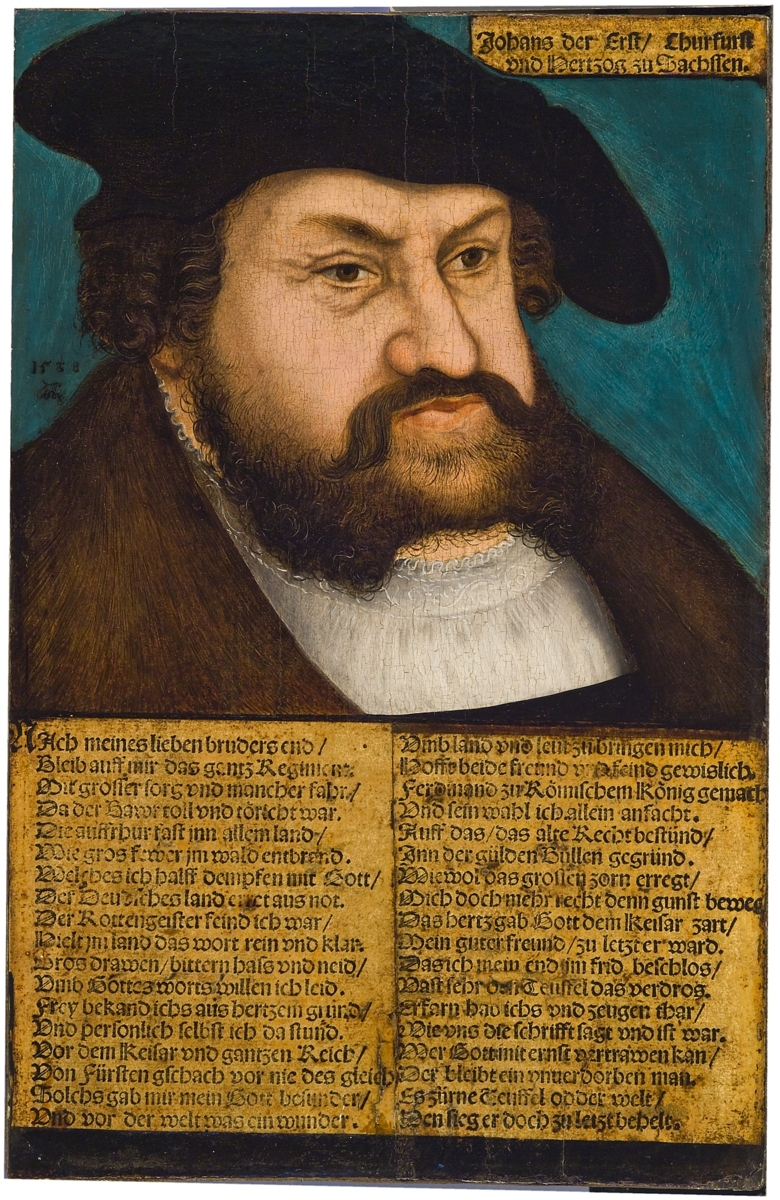
Pieter Jansz. van Asch, Portrait de Jean Ier de Saxe, 1533.
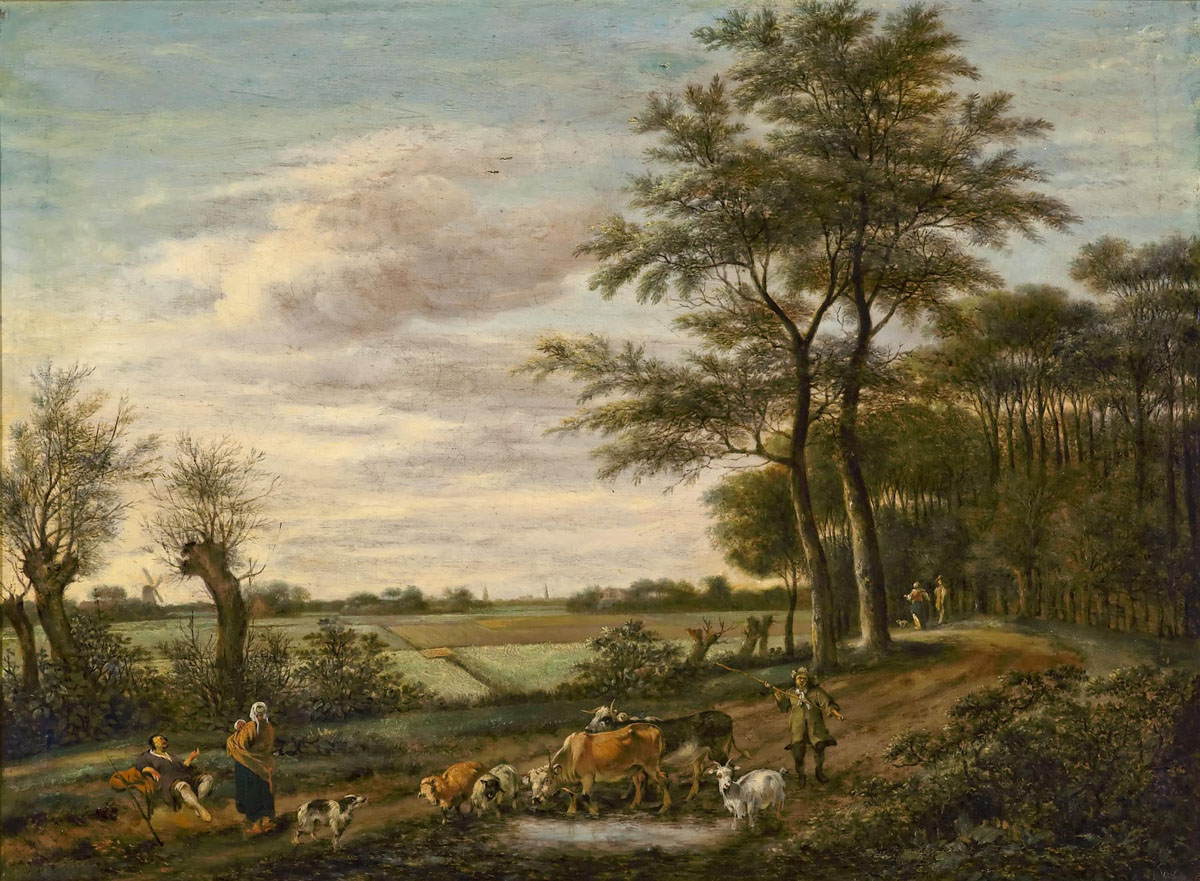
Pieter Jansz. van Asch, Pastorale, v. 1640
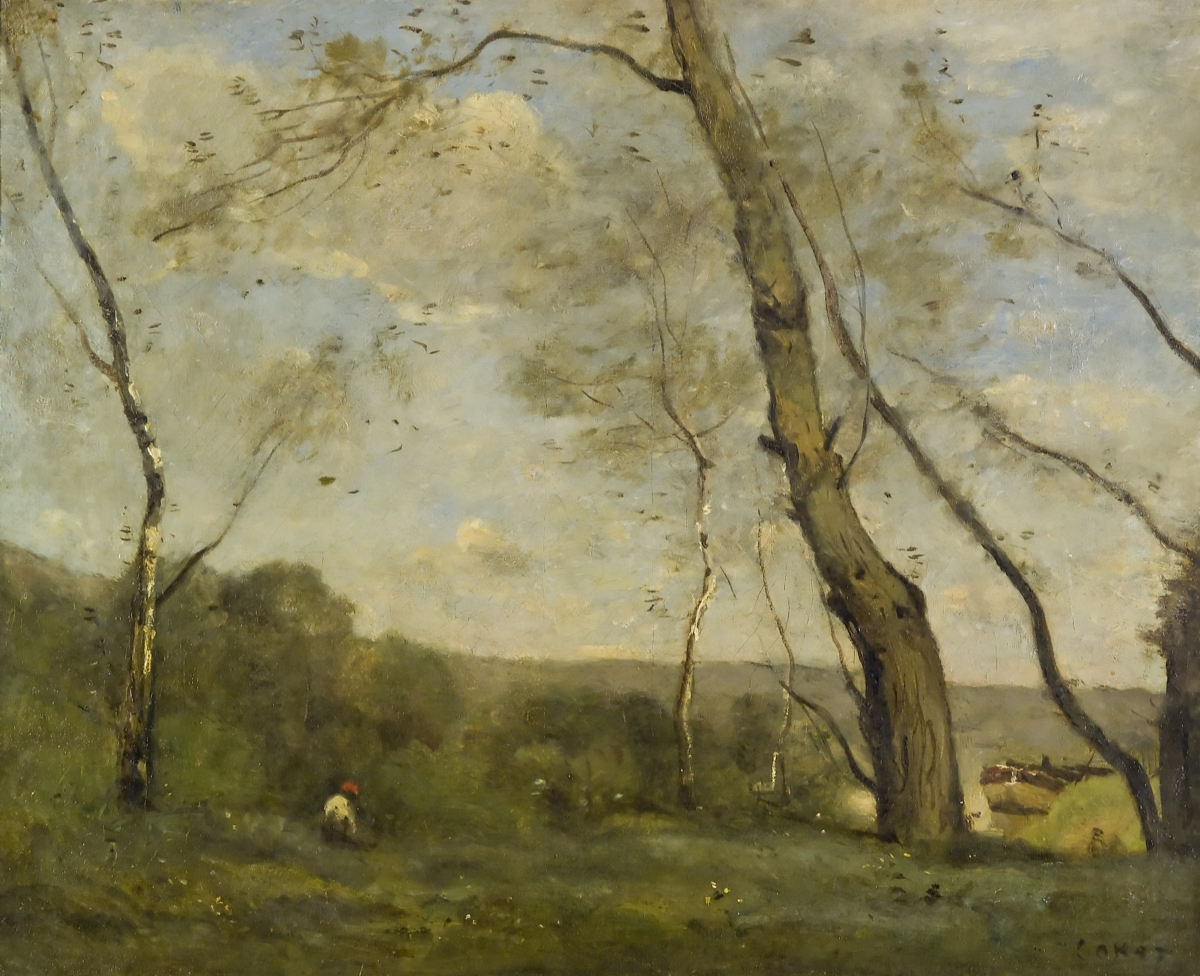
Jean-Baptiste Camille Corot, Grands arbres dominant la berge d'une rivière, 1855.
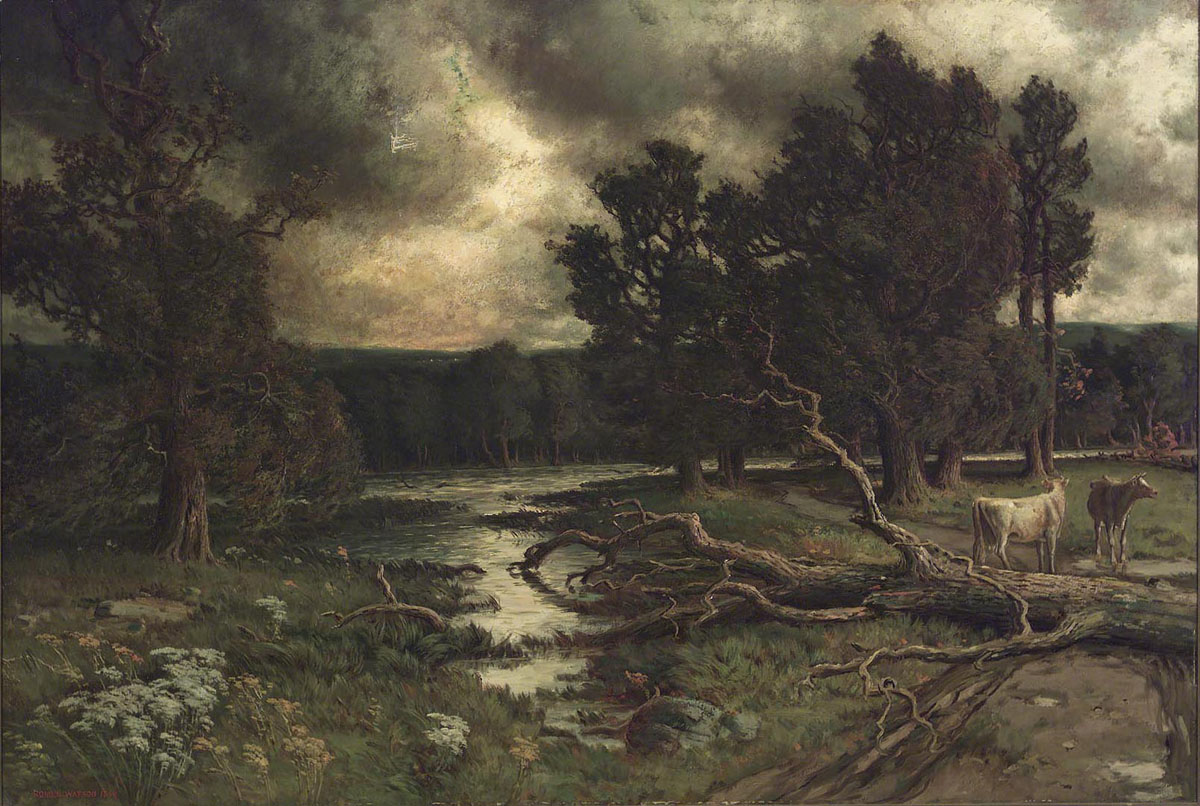
Homer Watson, Près de la fin d'un jour de tempête, 1884.
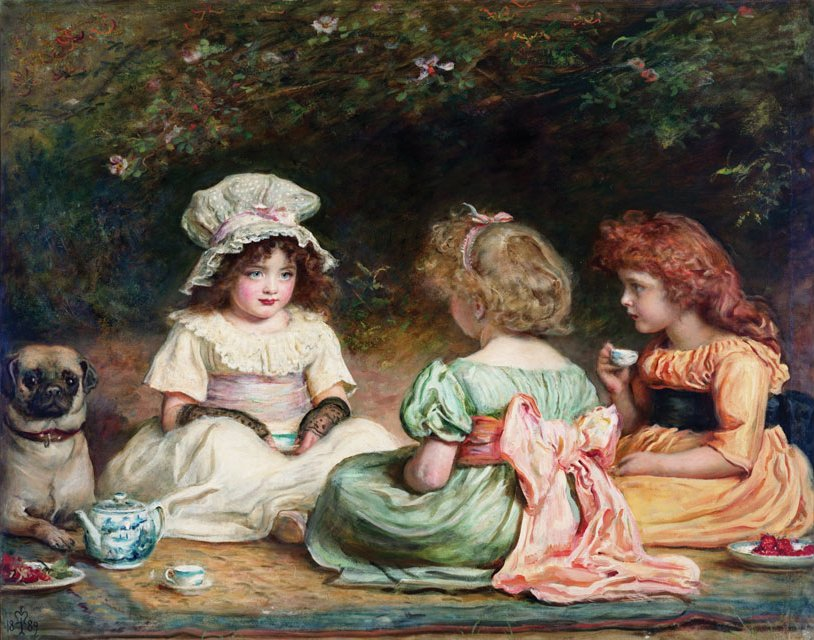
John Everett Millais, Afternoon Tea (The Gossips), 1889.
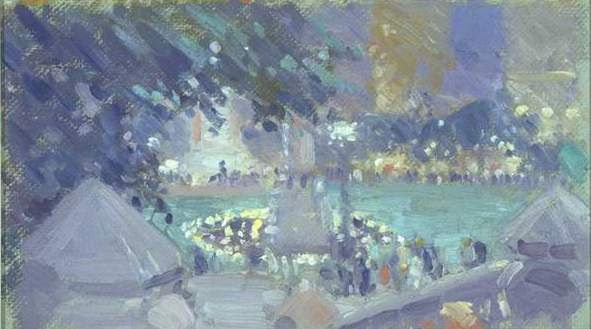
Maurice Cullen, Quai Beaupré - L. Canada, 1898.
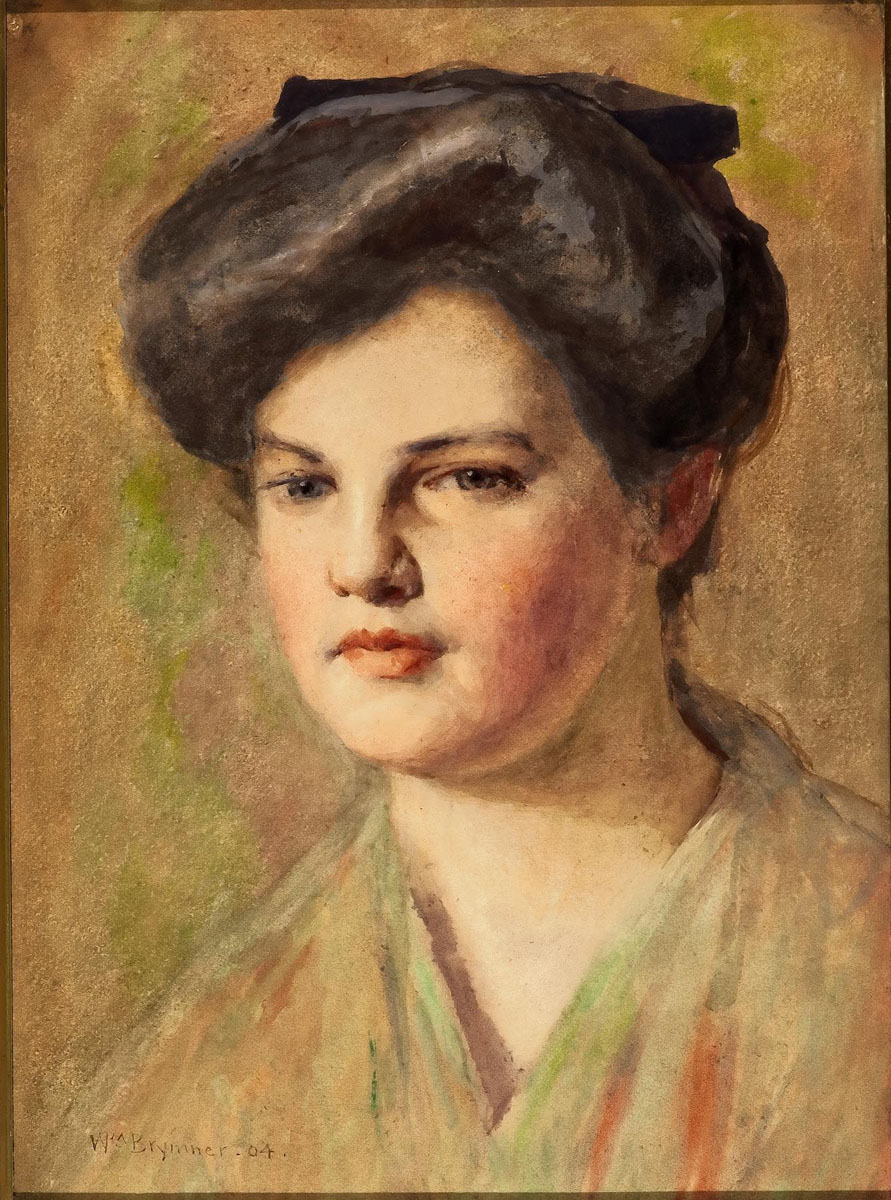
William Brymner, Portrait d'une jeune fille, 1904.